# Voltaire (1911)
Вольтер (франц. Voltaire) — один із шести напівдредноутних лінкорів класу «Дантон», побудованих для ВМС Франції у першому десятилітті 20-го століття. Невдовзі після початку Першої світової війни корабель взяв участь у битві при Антіварі в Адріатичному морі та допоміг потопити австро-угорський захищений крейсер. Він провів більшу частину решти війни, блокуючи Отрантську протоку та Дарданелли, щоб запобігти прориву німецьких, австро-угорських та турецьких військових кораблів у Середземне море. У жовтні 1918 року «Вольтер» був уражений двома торпедами, випущеними німецьким підводним човном, але не зазнав серйозних пошкоджень. Після війни він був модернізований у 1923–1925 роках і згодом став навчальним кораблем. Він був списаний у 1935 році та згодом проданий на металобрухт.

## Проєктування та опис
Хоча лінкори класу «Дантон» були значним покращенням порівняно з попереднім класом «Ліберте», вони були перевершені появою дредноута ще до того, як були завершені. Вони не користувалися популярністю у флоті, хоча їх численні швидкострільні гармати були деякою мірою корисними в Середземному морі.
«Вольтер» мав 146,6 метрів завдовжки загалом, ширину 25,8 метрів  і осадку 9,2 метрів  при повному навантаженні. Він мав водотоннажність 19 736 метричних тонн (19 424 довгих тонн) при повному навантаженні та екіпаж із 681 офіцера та матроса. Корабель був оснащений чотирма паровими турбінами Parsons, що використовували пару, вироблену двадцятьма шістьма котлами Belleville. Турбіни були розраховані на 22 500 кінських сил на валу (16 800 кВт) і забезпечували максимальну швидкість близько 19 вузлів (35 км/год; 22 миль/год). «Вольтер», однак, досяг максимальної швидкості 20,7 вузлів (38,3 км/год; 23,8 миль/год) під час морських випробувань. Він перевозив максимум 2027 тонн (1995 довгих тонн) вугілля, що дозволяло йому йти зі швидкістю 10 вузлів (19 км/год; 12 миль/год) протягом 3370 морських миль (6240 км; 3880 миль).
Головна батарея «Вольтера» складалася з чотирьох гармата 305 мм/45 моделі 1906 року, встановлених у двох двогарматних баштах, одна спереду, інша ззаду. Допоміжна батарея складалася з дванадцяти гармат 240-мм, модель 1902 року у двогарматних баштах, по три з кожного борту корабля. Для захисту від торпедних катерів було встановлено кілька менших гармат. До них належали шістнадцять 75 мм (3,0 дюйма) гармат L/65 та десять 47-міліметрових (1,9 дюйма) гармат Гочкісса. Корабель також був озброєний двома зануреними 450 мм (17,7 дюйма) торпедними апаратами. Броньовий пояс по ватерлінії корабля мав товщину 270 мм (10,6 дюйма), а [Башта (зброя)|головна батарея]] була захищена бронею товщиною до 300 мм (11,8 дюйма). Бойова рубка також мала борти товщиною 300 мм.

## Воєнні модифікації
Під час війни на дахах двох передніх 240-мм гарматних башт корабля були встановлені 75-мм зенітні гармати. Протягом 1918 року щоглу було вкорочено, щоб корабель міг запускати прив'язний повітряний змій, а кут піднесення 240-мм гармат було збільшено, що збільшило дальність їх стрільби до 18 000 метрів.

## Кар'єра
Будівництво «Вольтера» було розпочато 26 грудня 1906 року компанімпанією Forges et Chantiers de la Méditerranée в Ла-Сейн-сюр-Мер, і корабель був закладений 20 липня 1907 року. Він був спущений на воду 16 січня 1909 року і був завершений 5 серпня 1911 року. Після введення в експлуатацію, «Вольтер» був приписаний до Другої дивізії 1-ї ескадри Середземноморського флоту. Корабель брав участь у спільних флотських маневрах між Провансом і Тунісом у травні–червні 1913 року та наступному військово-морському огляді, проведеному президентом Франції Раймоном Пуанкаре 7 червня 1913 року. Після цього «Вольтер» приєднався до своєї ескадри в її поході до Східного Середземномор'я в жовтні–грудні 1913 року та брав участь у великих флотських навчаннях у Середземному морі в травні 1914 року.

## Перша світова війна
На початку серпня 1914 року корабель крейсував у Сицилійській протоці, намагаючись запобігти прориву німецького лінійного крейсера «Goeben» та легкого крейсера «Breslau» на Захід. 16 серпня 1914 року об'єднаний англо-французький флот під командуванням адмірала Огюста Буе де Лапейрера, включаючи «Вольтер», здійснив похід в Адріатичне море. Союзні кораблі зустріли австро-угорський крейсер SMS Zenta, що супроводжувався есмінцем SMS Ulan, який блокував узбережжя Чорногорії. Кораблів союзників було надто багато, щоб «Zenta» міг врятуватися, тому він залишився, щоб дозволити «Ulan» піти, і був потоплений вогнем під час битви при Антіварі біля узбережжя Бара, Чорногорія. Згодом «Вольтер» брав участь у кількох рейдах в Адріатику пізніше того ж року та патрулював Іонічні острови. З грудня 1914 по 1916 рік корабель брав участь у далекому блокуванні протоки Отранто, базуючись на Корфу. 1 грудня 1916 року деякі з його моряків, переправлені до Афін на борту його однотипного корабля «Mirabeau», брали участь у спробі союзників забезпечити згоду Греції на операції союзників у Македонії. «Вольтер» провів частину 1917 року до квітня 1918 року, базуючись на Мудросі, щоб запобігти прориву «Goeben» у Середземне море.
Корабель пройшов капітальний ремонт з травня по жовтень 1918 року в Тулоні. Повертаючись до Мудроса 10 жовтня, корабель був торпедований UB-48 біля острова Мілос. Незважаючи на те, що він був уражений двома торпедами, він зміг провести тимчасовий ремонт на Мілосі, перш ніж відправитися до Бізерти для постійного ремонту. «Вольтер» базувався в Тулоні протягом 1919 року і був модернізований у 1922–25 роках для покращення його підводного захисту. Корабель став навчальним кораблем у 1927 році та був списаний 17 березня 1937 року. Він був затоплений у затоці Кіброн (Франція) 31 травня 1938 року для тривалого використання як мішень. Затонулий корабель був проданий у грудні 1949 року і розібраний з березня 1950 року.